# Michael Bettaney
 (mars 2017).
Si vous disposez d'ouvrages ou d'articles de référence ou si vous connaissez des sites web de qualité traitant du thème abordé ici, merci de compléter l'article en donnant les références utiles à sa vérifiabilité et en les liant à la section « Notes et références ».
Michael John Bettaney, né le 13 février 1950 à Fenton et mort le 16 août 2018 dans le Hertfordshire, est un agent de renseignement chargé du contre-espionnage au sein du MI5, ayant proposé des informations aux services secrets russes. Il a été condamné au palais de justice d'Old Bailey, en 1984, pour infraction à l'article 1 de la Loi sur les Secrets Officiels de 1911 pour avoir communiqué des documents sensibles à l'ambassade soviétique à Londres et agit en faveur de l'Union soviétique.
Bettaney a fréquenté  Pembroke College, Oxford et est diplômé de l'Université, où il aurait été connu pour son admiration pour Adolf Hitler et pour chanter le "Horst-Wessel-Lied". Ayant été arrêté pour ivresse sur la voie publique, il aurait crié : "Vous ne pouvez pas m'arrêter, je suis un espion !". Il a passé deux fois une procédure d'habilitation interne du MI5 et à chaque fois a été habilité.
Lorsqu'il travaillait au bureau Russie du MI5, il avait rapporté à son domicile un grand nombre de documents secrets, avant d'essayer de les envoyer au KGB. Bettaney ne savait pas qu'un membre du KGB, le colonel Oleg Gordievsky, travaillait pour le compte du MI6. Gordievsky a informé le MI6 et les autorités britanniques ont réussi à identifier et arrêter Michael Bettaney.
La gestion de Bettaney lorsqu'il travaillait pour le MI5 a été examinée par une Commission de sécurité, qui a conclu que « Le Security Service a commis un certain nombre d'erreurs [qu'il faut critiquer] sévèrement... »
En 1984, Bettaney a été condamné à 23 ans de prison. Il a été libéré sur parole en 1998.